# João Álvaro de Brito Albuquerque
João Álvaro de Brito Albuquerque (Santa Cruz da Graciosa, 13 de março de 1850 —  Angra do Heroísmo, 12 de março de 1907) foi um bacharel em Direito pela Universidade de Coimbra, advogado e professor liceal, que se distinguiu na política local, especialmente na defesa da autonomia administrativa dos Açores aquando do primeiro movimento autonomista.

## Biografia
Nasceu na vila de Santa Cruz, ilha Graciosa, filho do desembargador António Maria de Albuquerque Couto e Brito, àquela data a exercer as funções de delegado do procurador régio na ilha Graciosa, e de Maria Amélia de Lacerda da Silveira e Bettencourt Labath, filha de António da Cunha Silveira de Bettencourt, o 1.º barão da Fonte do Mato, uma das mais importantes famílias graciosenses da época.
Cursou Direito na Universidade de Coimbra, onde obteve o grau de bacharel em 1873. Concluído o curso retornou à ilha Graciosa, onde exerceu o cargo de juiz substituto. Como presidente da subcomissão autonómica da Graciosa em 1893, defendeu esta causa com grande convicção.
Em 1895 transferiu-se para Angra do Heroísmo com o fim de poder seguir mais de perto a educação dos seus filhos. Na ilha Terceira exerceu advocacia e foi professor do Liceu Nacional de Angra do Heroísmo, estabelecimento do qual foi reitor entre 1895 e 1900, e de novo entre 1904 e 1906.
Considerado um homem de grandes conhecimentos e ilustração, dedicou-se ao jornalista, tendo sido o fundador e diretor do jornal Ilha Graciosa, periódico que se publicou em Santa Cruz da Graciosa entre 1901 e 1907, pugnando com vigor pelos interesses locais.
No campo político foi militante destacado do Partido Regenerador até à morte de Fontes Pereira de Melo, em 1887. Com o desaparecimento de Fontes Pereira de Melo acompanhou a cisão da Esquerda Dinástica liderada pelo seu antigo mestre de Coimbra, Barjona de Freitas.
Apesar de ter abandonado a vida partidária, nunca deixou de intervir publicamente, tendo sido simpatizante do franquismo e do Partido Progressista de José Luciano de Castro, pelo qual foi eleito procurador à Junta Geral de Angra em 1904.
Lutou desde sempre pela melhoria do modo de vida na ilha Graciosa onde foi incansável no advogar os seus interesses e concorrer para o seu desenvolvimento e prosperidades. A causa açoriana muito lhe deve, pois, o Dr. João Álvaro, foi na imprensa, onde foi jornalista distinto, um devotado apostolo para a liberdade da autonomia administrativa dos Açores.

## Relações familiares
Foi filho de António Maria de Albuquerque do Couto e Brito da Costa e Faro, natural de Nelas, Casal de Vilar Seco, onde nasceu em 29 de setembro de 1814, e de Maria Amélia de Lacerda da Silveira e Bettencourt Labath, filha de António da Cunha Silveira de Bettencourt, 1.º barão da Fonte do Mato, nascido em 1782 na ilha Graciosa, e da picoense Isabel Forjaz de Lacerda Brum de Labath, irmã de António Garcia da Rosa, 1.º barão de Areia Larga.
Casou com Joana Elisa da Cunha e Vasconcelos, com quem teve dois filhos:
1. Eugénia Elisa de Brito e Albuquerque (20 de novembro de 1882) casada com Guilherme da Silva Quintanilha;
2. António Maria Brito Albuquerque.